# باول برودبنت
باول برودبنت (بالإنجليزية: Paul Broadbent)‏ هو لاعب دوري الرغبي بريطاني، ولد في 24 مايو 1968 في إنجلترا في المملكة المتحدة.